# Hasslerör
Hassle omdirigerar hit. För musikern, se Erik Hassle.

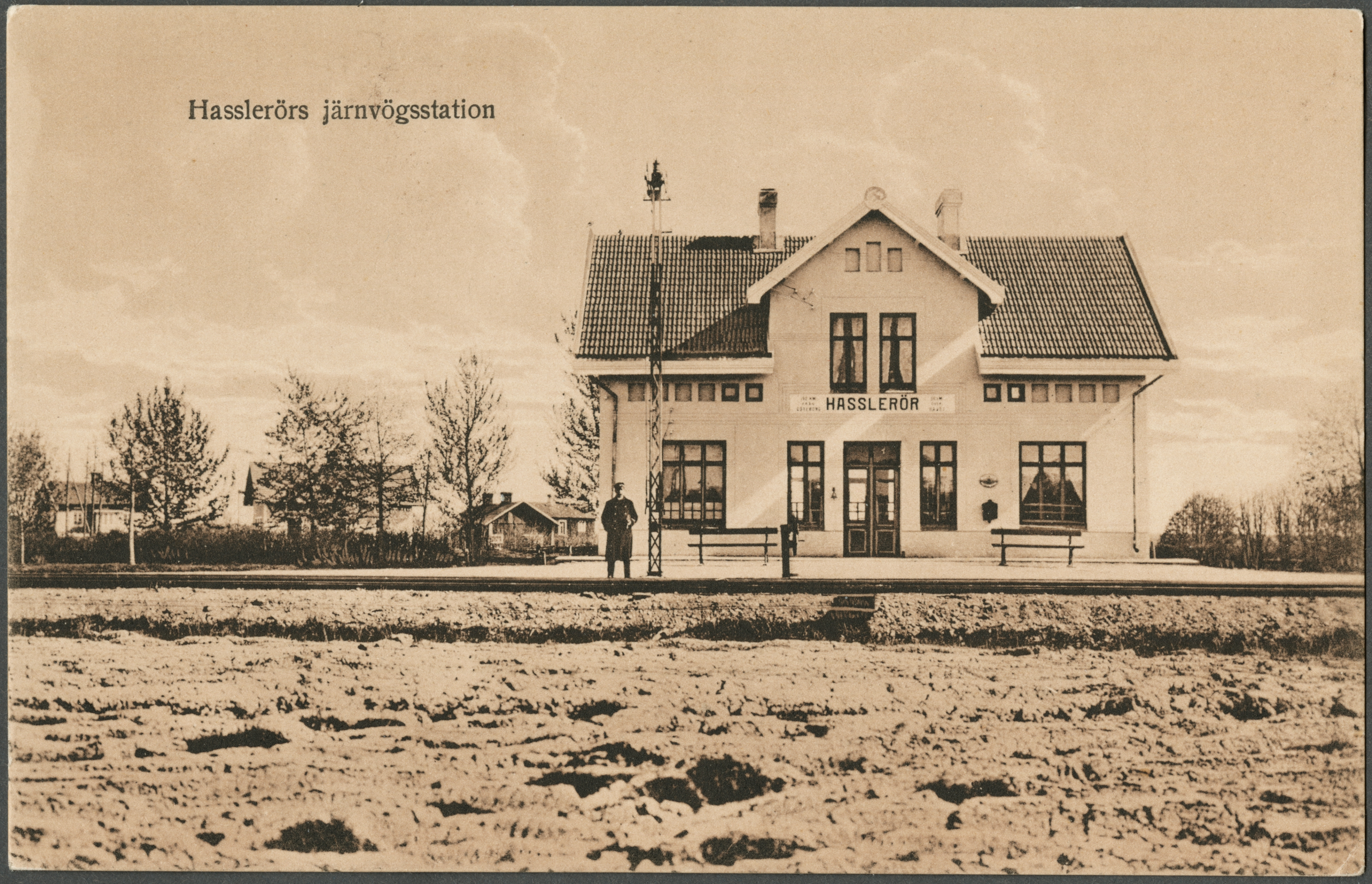
Hasslerörs järnvägsstation

Hasslerör är en småort i Hassle socken i Mariestads kommun, Västra Götalands län belägen nära intill E20 strax norr om Mariestad.

## Historia
Hasslerör var tidigare centralort i Hasslerörs storkommun. Hasslerör uppnådde sina högsta invånarantal under 1800-talet och 1900-talets första hälft.

## Samhället
I Hasslerör finns en låg- och mellanstadieskola med tillhörande förskola. Intill skolbyggnaden finns Idrottshallen som till stora delar byggdes ideellt av lokalbefolkningen och som stod färdig i januari 1996. 
Strax norr om Hasslerör ligger Hassle kyrka.